# فلاديسلاف رودينكو
فلاديسلاف رودينكو هو لاعب كرة قدم روسي في مركز الهجوم، ولد في 15 مارس 1996. لعب مع نادي روستوف أون دون.